# Amerre járok
Az Amerre járok (eredeti olasz címe Dove mi trovo, Milánó, 2018) Jhumpa Lahiri brit-amerikai író negyedik könyve, első olasz nyelven írt könyve. Magyarul a Park Könyvkiadónál jelent meg 2023-ban.
Az eredeti olasz cím, Dove mi trovo jelentése [Ahol vagyok]. A szerző saját angol nyelvű fordításának címe Whereabouts, jelentése [Hollét]. Ezzel a címmel jelent meg Kanadában 2021-ben. Az utóbbi kiadás alapján a könyvet magyarra fordította Greskovits Endre.
Az első három sikeres angol nyelvű könyve után a szerző családjával három évig Olaszországban élt. Ott született ez a könyv, gyakori műfaji megjelölése szerint regény. A szöveg egyes szám első személyben íródott, szó sincs azonban arról, mint ha az elbeszélő hősnő és az író azonos lenne.

## Cselekménye
Ennél a könyvnél a cselekmény helyett inkább a cselekmény hiányáról beszélhetünk: egy egyedül élő 46 éves nő feljegyzéseit olvashatjuk. Napjainkban, egy meg nem nevezett olasz városban él. A könyv 46 nagyon rövid fejezetből áll, alig 2-3 oldalnyi feljegyzések, apró megfigyelések ezek. Nem önálló kerek történetek, nem drámák vagy groteszk helyzetek, és összességükben sem állnak össze valamilyen konkrét eseménysorrá.
A könyv egy dátumozás nélküli, lazán vezetett naplóhoz hasonlít. Az idő múlását csak néhány fejezetcím (Tavasszal, Augusztusban, Télen) vagy néhány szó érzékelteti „az első meleg nap” (Napon), „őszi hétvége” (Hétvégén), „az év első napján” (Az állomáson). A feljegyzéseket író nő olasz nyelv- és irodalom tanárnő – nevét nem ismerjük, és senki másét sem; egyetlen személynév sincs a könyvben –, aki a munkáját pusztán pénzkeresetnek tekinti. Diákjairól, kollégáiról és az iskoláról nem ír. 
Merre is jár a tanárnő, miről szólnak a feljegyzései? A kis lakásról, amelynek napos erkélyére szeret kiülni; a piazzáról, ahol hetente háromszor egyforma szendvicset vásárol; az orvosi rendelő várójában látott magányos idős nőről; egy konferencián a szállodában látott férfiról (A szállodában), akinek később halálhírét olvassa az újságban (A kávézóban). Néha „Belebotlom a volt fiúmba, az egyetlen komolyba, akivel öt évig jártam”, amikor még reménykedett, hogy megkérik a kezét, de csalódott (A könyvesboltban).
Kéthetente meglátogatja egy másik városban szintén egyedül élő anyját; kéthetente eljár manikűröztetni, most épp más országból jött nők szalonjában; évente megveszi szokásos határidőnaplóját kedvenc papírboltjában, ahol ma már bőröndöket árulnak. Uszodába jár, amelynek öltözőjében a nők csak bajokról és betegségükről beszélnek; egyedül ül kedvenc múzeuma kiállításán, ahová betér egy túristanő megpihenni a padon; színházjegyet vált és közben apjára emlékezik, akivel 15 évesen színházba indultak volna, de apja rosszul lett és pár nap múlva meghalt; egy szomszédja az utcán kiárusítja meghalt szülei tárgyait (Augusztus, 74.); presszóban ülve egy nős férfival folytatott „futó fellángolására” emlékezik (A kávézóban, 101.). Csupa mindennapi, lényegtelen történés, szinte mindig jelen időben leírva. Van azért egy halvány cselekményfonal is: a könyv elején találkozik az ismerős nős férfival, feldereng egy tartós kapcsolat lehetősége (Az utcán). Újra összefutnak: munkába menet, vagy vásárláskor (A szupermarketben); majd egy téli autós kiránduláson közeledhetnének egymáshoz (Télen). Később ez a lehetőség meghiúsul: megérti, hogy a férfi családja megbonthatatlan közösséget alkot (Nála).
Ezeket a feljegyzéseket olyan ember melankóliája vagy mélabúja hatja át, aki mindenütt kívülállónak érzi magát, habár megvan benne az élet szeretete. Már a kezdetektől érződik ez a kényszerű távolság: a kollégák között „a periférián érzem magam.” (Az irodában, 12.). 
Irigyli a kamaszlányt, mert „olyan típus, aki mindenhol beilleszkedik” (A piazzán, 21.), csapdában érzi magát a színházat bejáró turisták között (A jegypénztárnál, 61.). „Magány: ez lett a mesterségem… Valószínűleg az anyám hatása.” (A fejemben, 33.); „különállónak érzem magam a csoporttól, kizárva tartós, megkérdőjelezhetetlen kötelékeikből.” (A tengernél, 97.). „Létezik olyan hely, amelyen nem csak áthaladunk?” (Előrébb, 161.).
Egy évig terapeutához járt, akinek beszélt anyja veszekedéseiről, „az elnyomó anyáról, akinek ma már nincs súlya, a támadó anyáról, aki öregkorában azzal küszködik, hogy akár egy lépést megtegyen. Az apáról, aki hirtelen meghalt 15 éves koromban.” (A kanapén, 38.). A mindennapjait átható életidegen érzést a szülők és főként az apja örökségének érzi, akiknek az árnyékától nem tud szabadulni (Az árnyékban, 118.); „azon tűnődöm, miért járnak még mindig a sarkamban.” (Hétvégén, 92.)
A könyv végén mégis „történik” valami: a tanárnő egyéves ösztöndíjhoz jutott és utazni készül, életében először elhagyja ezt a várost. Bérbe adja lakását, meglátogatja anyját, felkeresi apja sírját. A temetőben kibukik belőle az elkeseredés egy apjához intézett, érzelmektől fűtött monológ formájában: kivontad magad a családból, nem vállaltad fel az apa szerepét, nem tudok megbocsátani neked. „Jobban gyászoltam azokat a kárba veszett jegyeket, azt a soha meg nem tett utat, mint ahogy téged gyászoltalak.” (A kriptánál, 153.). Különös hatású ez a jelenet, ha arra gondolunk, hogy a könyv egy ismeretlen asszony mély gyászának megható leírásával kezdődik.

## Kritikai fogadtatása nálunk
- Az Amerre járok „látszólag a városi létről villant fel pillanatképeket, valójában sokkal inkább azt a belső szorongást és univerzális sodródást térképezi fel, amely nem ismer földrészt, országot, sem helyrajzi számot, de még nyelvet sem.” Stílusa eszköztelen, puritán, a műnek mégis van belső lüktetése, dinamikája.[2]

- A könyv rövid fejezetei „nem naplórészletek, nem novellák, nem anekdoták, de még csak nem is igazi történetek, inkább csak életképek, megfigyelések, emléktöredékek (…) minden rövidsége ellenére is egy kimondottan lassú és az olvasóit is lelassulásra késztető költői próza.”[3]

- A rövid fejezetek pillanatképek, melyeket az elbeszélő személye köt össze. „A fizikai terek és a lélek terei összekapcsolódnak… Az Amerre járok uralkodó minősége az egyedüllét, a magány tere. (…) Egyszerre jól ismert, biztonságos tér ez, mégis gyötrő és üres, amelyben nincs teljes megnyugvása az elbeszélőnknek.”[4]

- A kritikus a könyvet az autofikció műfajába sorolja, melyet nem igazán kedvel. „Az Amerre járok „se nem novelláskötet, se nem regény, hanem egymáshoz lazán kapcsolódó megfigyelések rögzítését elvégezni hivatott szövegfüzér vagy -ciklus… Nem pusztán arról van szó, hogy az egyes részek önmagukban érdektelenek, és egy nagyobb elbeszélői keret nélkül értelme(zhete)tlenek, hanem hogy alig hagynak helyet és időt az elmerülésre és az azonosulásra.” Minden ellenérzése mellett ezt a „magányos, epizodikus mivoltában is tragikus hangoltságú reflexív szöveget” a kritikus keresetlenül őszinte prózának nevezi.[5]

- A recenzió röviden utal az író, Jhumpa Lahiri életközépi válságára, és hogy évekre Olaszországba költözött. Harmadik angol nyelvű könyvének megjelenésekor már ünnepelt író volt, de letette a „sikeres bengáli amerikai bevándorló szerző” rámerevedő szerepét, és olaszul kezdett írni. (…) Finom megfigyeléseiben épp olyan érzékenységgel ír olasz könyvében a főszereplő magányáról, ahogy a bengáli diaszpóra idegenségéről, lassú integrálódásáról írt korábbi műveiben. Azok a pillanatnyi kedves gesztusok, megváltó véletlenek, amelyek a szereplőket érik, a világ megbocsájtó jóságát sugallják.[6]